# CM-32 장갑차

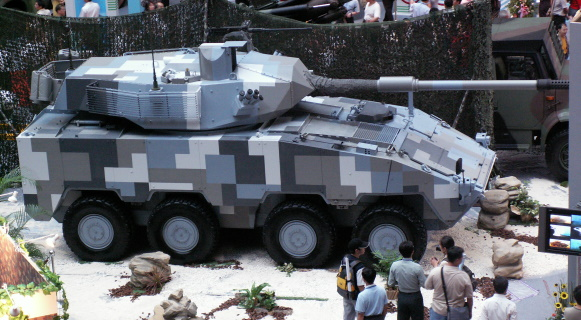
대만 CM-32 장갑차

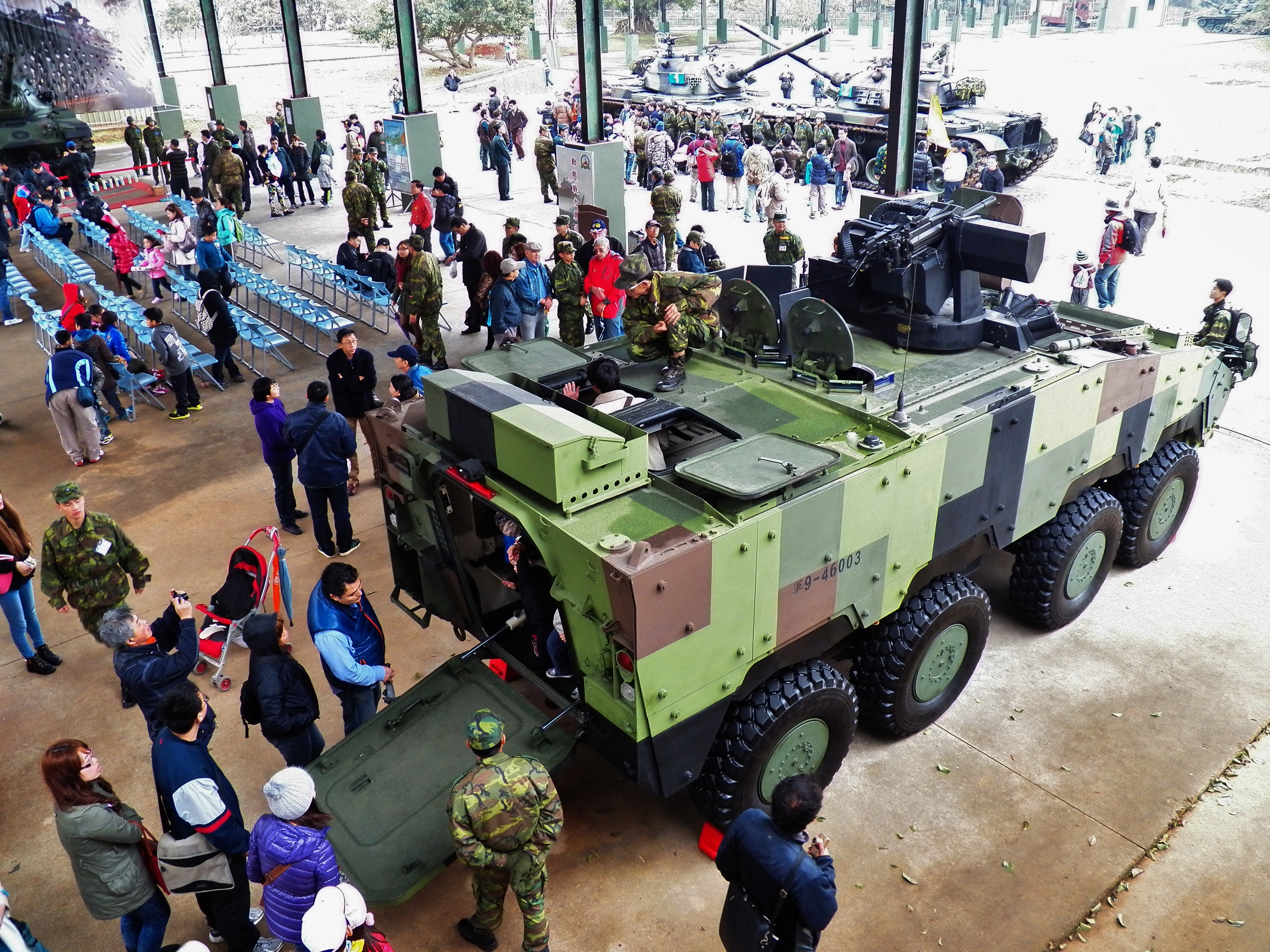
대만 CM-32 장갑차

CM-32 장갑차는 중화민국 육군의 8륜구동 장갑차를 말한다. 타이완 보병전투차(Taiwan Infantry Fighting Vehicle, TIFV)라고 부른다.

## 역사
2002년 개발을 시작했다. 대당 22억원이며, 2007년부터 600대의 초도계약을 주문받아 대량생산을 시작했다. 모두 1,400대가 생산될 것이다. 조종사 2명과 보병 8명이 탑승한다.

## 같이 보기
- 스트라이커 장갑차 - 미국의 8륜구동 장갑차
- KW1 스콜피온 - 대한민국의 8륜구동 장갑차